# Операція «Регеншауер»
«Злива» (нім. Regenschauer) — операція німецьких військ проти білоруських партизанів у квітні — травні 1944 року.
Відбулася в Полоцько-Лепельській партизанській зоні, що охоплювала територію всього Ушацького та частини Полоцького, Глибоцького, Лепельського, Бешенковицького, Докшицького й Шумілінського районів Вітебської області. З жовтня 1943 року в цій зоні почали концентруватися радянські партизанські бригади та загони у зв'язку з підготовкою до планованої повітряно-десантної операції, яку розглядало радянське військове командування. Для організації підготовки туди було направлено оперативну групу ЦК КП(б)Б на чолі з Героєм Радянського Союзу Володимиром Лобанком. У район масово постачали зброю та боєприпаси, будувалися оборонні рубежі. Однак з низки причин запланована десантна операція не відбулася.
На момент початку операції партизани контролювали територію площею 3245 км². У зоні перебувало понад 1200 населених пунктів і мешкало понад 80 тисяч осіб. Командування групи армій «Центр» вважало цю територію серйозною загрозою, оскільки вона розташовувалася поблизу лінії фронту та могла стати зручним плацдармом для наступу Червоної армії. Особливе занепокоєння викликало те, що партизани контролювали важливий шлях постачання живої сили та техніки для 3-ї танкової армії — дорогу Вітебськ–Лепель–Параф'яново.
Операція «Злива» розпочалася 11 квітня 1944 року. Її головним завданням було відтіснити партизанів у західну частину Полоцько-Лепельської зони, підготувавши умови для остаточного оточення. Наступний етап — операція «Весняний фестиваль» (нім. Frühlingsfest) — мав завершити ліквідацію партизанських сил. Операцію очолювали командувач 3-ї танкової армії генерал-полковник Георг-Ганс Райнгардт, генеральний комісар «Білорутенії» групенфюрер СС і генерал-лейтенант поліції Курт фон Готберг.
В операціях «Злива» та «Весняний фестиваль» навесні 1944 року, спрямованих проти партизанів і мирного населення в районі Полоцька, брали участь 3-тя танкова армія разом з бойовою групою «Ґоттберґ», а також 201-ша дивізія охорони та 95-та піхотна дивізія. Понад 7 тисяч людей було вбито, майже 7 тисяч захоплено в полон, ще 11 тисяч вивезено на примусові роботи.